# G3: Live in Concert
G3: Live in Concert album i DVD sniman u živo na glazbenom projektu G3 u kojemu je prednjačio američki rock instrumentalista Joe Satriani, a izlazi u lipnju 1997.g. Na albumu nastupaju Satriani, Eric Johnson i Steve Vai. DVD sadrži video materijal s turneje.

## Popis pjesama

### CD popis

#### Joe Satriani
Sve pjesme napisao je Joe Satriani.
1. "Cool #9" – 6:47
2. "Flying in a Blue Dream" – 5:59
3. "Summer Song" – 6:28

#### Eric Johnson
Sve pjesme napisao je Eric Johnson, (osim koje su označene).
1. "Zap" – 6:07
2. "Manhattan" – 5:16
3. "Camel's Night Out" (Kyle Brock, Mark Younger-Smith) – 5:57

#### Steve Vai
Sve pjesme napisao je Steve Vai.
1. "Answers" – 6:58
2. "For the Love of God" – 7:47
3. "The Attitude Song" – 5:14

#### The G3 Jam
1. "Going Down" (Don Nix) – 5:47
  - Freddie King album
2. "My Guitar Wants to Kill Your Mama" (Frank Zappa) – 5:21 
  - Frank Zappa album
3. "Red House" (Jimi Hendrix) – 9:12
  - The Jimi Hendrix Experience album

### DVD popis

#### Joe Satriani
1. "Cool #9"
2. "Flying in a Blue Dream"
3. "Summer Song"

#### Eric Johnson
1. "12 to 12 Vibe"
2. "Manhattan"
3. "S.R.V."

#### Steve Vai
1. "Answers"
2. "Segueway Jam Piece"
3. "For the Love of God"
4. "The Attitude Song"

#### The G3 Jam
1. "Going Down"
2. "My Guitar Wants to Kill Your Mama"
3. "Red House"

## Popis izvođača

### Joe Satriani
- Joe Satriani – Gitara, vokal
- Stuart Hamm – Bas gitara
- Jeff Campitelli – Bubnjevi

### Steve Vai
- Steve Vai – Gitara
- Mike Keneally – Ritam gitara, sitar, klavijature, vokal
- Philip Bynoe – Bas gitara i Udaraljke
- Mike Mangini – Bubnjevi i Udaraljke

### Eric Johnson
- Eric Johnson – Gitara, vokal
- Roscoe Beck – Bas gitara
- Stephen Barber – Klavijature
- Brannen Temple – Bubnjevi